# Kanton Orgon
Kanton Orgon (fr. Canton d'Orgon) je francouzský kanton v departementu Bouches-du-Rhône v regionu Provence-Alpes-Côte d'Azur. Skládá se z osmi obcí.

## Obce kantonu
- Cabannes
- Eygalières
- Mollégès
- Orgon
- Plan-d'Orgon
- Saint-Andiol
- Sénas
- Verquières